# Job Ndugai

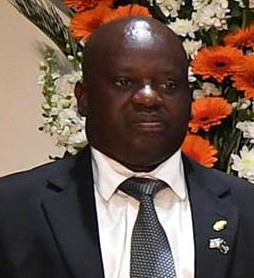
Job Ndugai (Dezember 2017)

Job Yustino Ndugai (* 22. Januar 1960 in Tanganjika) ist ein tansanischer Politiker der Chama Cha Mapinduzi (CCM), der seit 2015 Sprecher (Speaker) der Nationalversammlung und damit Parlamentspräsident ist.

## Leben

### Studien und Mitarbeiter von Nationalparks
Job Yustino Ndugai besuchte von 1971 bis 1977 die Matare Primary School, die er mit einem Certificate of Primary Education Examination (CPEE) beendete. Nachdem er zwischen 1978 und 1981 die Kibaha Secondary School besucht und mit einem Certificate of Secondary Education Examination (CSEE) abgeschlossen hatte, besuchte er von 1982 bis 1984 die Old Moshi Secondary School und erwarb dort ein Advanced Certificate of Secondary Education Examination (ACSEE). Ein 1986 begonnenes Studium am College of African Wildlife Management am Kilimandscharo schloss er 1988 mit einem Diplom ab. Im Anschluss arbeitete er zwischen 1988 und 1989 als Bezirksbeamter für das Ministerium für natürliche Ressourcen und Tourismus (MNRT) und begann daraufhin 1989 ein Studium an der University of Dar es Salaam (UDSM), welches er 1993 mit einem Bachelor of Science (BSc) mit Auszeichnung abschloss. Danach war er von 1993 bis 1994 Manager des Wildreservats Selous und begann 1994 ein postgraduales Studium an der Agrarwirtschaftshochschule in Oslo, das er 1995 mit einem Diplom sowie 1996 mit einem Master of Science (MSc) abschloss. Nach seiner Rückkehr war er zwischen 1996 und 1998 zunächst Projektdirektor im Nationalpark Serengeti sowie von 1998 bis 2000 Leitender Forschungsbeamter des zum Ministerium für natürliche Ressourcen und Tourismus gehörenden Tansanischen Institut für Wildtierforschung TAWIRI (Tanzania Wildlife Research Institute).

### Abgeordneter und Parlamentssprecher
Ndugai begann anschließend sein politisches Engagement für die Chama Cha Mapinduzi (CCM) und ist seit 2000 Mitglied des Nationalkongresses der CCM, Mitglied des Regionalen Exekutivrates der Region Dodoma sowie des Politischen Komitees im Distrikt Kongwa. Er wurde 2000 für die CCM erstmals Mitglied der Nationalversammlung, der sogenannten Bunge, und gehört dieser nach seinen Wiederwahlen 2005, 2010, 2015 und 2020 seither als Vertreter des Wahlkreises Kongwa an. Zu Beginn seine Parlamentszugehörigkeit war er in der Legislaturperiode 2000 bis 2005 Mitglied des Ausschusses für Land und natürliche Ressourcen (Lands and Natural Resources Committee) sowie in der darauf folgenden Legislaturperiode zwischen 2005 und 2010 Vorsitzender des Ausschusses für Land, natürliche Ressourcen und Umwelt (Lands, Natural Resouces and Environment Committee) und zugleich Mitglied des Parlamentspräsidiums (Presiding Officer). Während dieser Zeit absolvierte er zwischen 2005 und 2008 ein postgraduales Studium im Fach Management am Eastern and Southern African Management Institute (ESAMI) in Arusha, das er mit einem Master of Business Administration (MBA) beendete. 2010 wurde er stellvertretender Sprecher (Deputy Speaker) der Nationalversammlung und bekleidete dieses Amt bis 2015. 2010 wurde er als „Aktivster Abgeordneter“ (Most Active Member of Parliament) ausgezeichnet.
Am 17. November 2015 löste Job Ndugai Anne Makinda als Sprecher (Speaker) der Nationalversammlung und ist nach seiner Wiederwahl 2020 seitdem Parlamentspräsident Tansanias. Bei der Wahl zum Parlamentssprecher konnte er sich mit 254 Stimmen deutlich gegen Goodluck ole Medeye von der oppositionellen Chama cha Demokrasia na Maendeleo (CHADEMA) durchsetzen, auf den 109 Stimmen entfielen. Er war zugleich zwischen 2015 und 2020 Vorsitzender des Lenkungsausschusses (Steering Committee) sowie ferner Vorsitzender des Geschäftsordnungsausschusses (Standing Orders Committee). Seit 2016 ist er außerdem Mitglied des Nationalen Exekutivrates der CCM sowie Mitglied des Zentralkomitees der CCM.